# الطريق الأوروبي E9
الطريق الأوروبي E9 يعد الطريق الأوروبي E9 جزءًا من شبكة الطرق الأوروبية الدولية للأمم المتحدة. يبدأ في أورليان بفرنسا ويتجه جنوبًا إلى برشلونة بإسبانيا.